# Viviana
Viviana je  žensko osebno ime.

## Izvor imena
Ime Viviana je različica ženskega osebnega imena Vivijana.

## Pogostost imena
Po podatkih Statističnega urada Republike Slovenije je bilo na dan 31. decembra 2007 v Sloveniji število ženskih oseb z imenom Viviana: 29.

## Osebni praznik
V koledarju je ime Viviana zapisano skupaj z imenoma Vivijana oziroma Bibijana.